# Иван Тюленев
Иван Владѝмирович Тюлѐнев е руски офицер и съветски военачалник, армейски генерал, участник в Първата и Втората световна война, герой на Съветския съюз.

## Биография
Роден е на 28 януари 1892 г. в село Шатрашани (сега в Сурски район на Уляновска област). През 1906 г., Тюленев завършва 3-ти клас в селското училище. През декември същата година баща му го завежда в Симбирск и го оставя да работи като черноработник в сладкарска фабрика. Скоро, заради малката надница, се завръща на село.
През 1905 г., по време на първата руска революция, в селото настават вълнения, в хода на които е изгорено имението на князете Голицини. След това в Шатрашани започват репресии от страна на жандармите и армията. Налага се бащата на Иван да се крие извън селото. Самият Иван през лятото на 1907 г. заминава за Астрахан на работа в рибната промишленост.
На Каспийско море Тюленев работи до 1913 г., когато през есента се завръща в Шатрашани, откъдето е призван в армията. Наборната комисия го определя за моряк в Балтийския флот, но след проверка за благонадежност Тюленев получава назначение в 5-и драгунски каргополски полк, който е разположен в Казан.
В началото на Първата световна война полкът е изпратен на фронта в Полша. Бойното си кръщение получава в боевете на река Пилица, а после участва в сраженията при Краков и Сандомир. През лятото на 1915 г. Каргополският полк води тежки боеве на река Бзура.
По време на войната Иван Тюленев нееднократно проявява мъжество и 4 пъти е награден с орден „Свети Георги“. Завършва войната със звание прапоршчик и длъжност командир на взвод.
В началото на Октомврийската революция Тюленев влиза в редовете на Червената гвардия. Назначен е за командир на взвод, после на ескадрон на Източния фронт. Със създаването на РККА през февруари 1918 г. той е командир на взвод, после на ескадрон от 1-ви московски кавалерийски полк. През декември същата година е изпратен като слушател във военна академия в Москва. След завършването на курсовете служи като помощник-началник щаб на 4-та кавалерийска дивизия. През август 1919 г. е назначен за началник на разузнаването на конен корпус, в периода ноември 1919 – февруари 1920 г. е началник на разузнавателния отдел на 1-ва конна армия на Семьон Будьони.
След това е назначен за командир на кавалерийска бригада и воюва в Съветско-полската война. От декември 1920 г. отново учи във военна академия. По време на Кронщатското въстание е командир на 137-и мински пехотен полк, участвал в потушаването на въстанието. След завършванто на академията през октомври 1922 г. Тюленев получава назначение на длъжността командир на отделна кавалерийска бригада в Московския военен окръг, а от юли 1924 г. оглавява 14-а майкопска кавалерийска дивизия.
В периода между 2-те световни войни Тюленев заема редица различни длъжности. По време на похода на Червената армия в Полша през септември 1939 г. командва 12-а армия. През август 1940 г. е назначен за командващ войските на Московския военен окръг. През юни същата година, с въвеждането на генералските звания в РККА, Тюленев е сред първите 3 съветски армейски генерали, наред с Георгий Жуков и Кирил Мерецков.
В началото на Великата отечествена война Тюленев е назначен за командващ Южния фронт. В боевете при Днепропетровск, на 29 август 1941 г., е тежко ранен и до 13 октомври е на лечение в Централната военна болница в Москва.
След излекуването си е изпратен в Уралския военен окръг със задача в течение на 2 мес. да сформира 14 стрелкови и 6 кавалерийски дивизии. През ноември 1941 г. сформираните дивизии са в основата на създадената Резервна армия, за чийто командващ е назначен Тюленев. Полосата на армията преминава по линията Рибинск, Углич, Переславъл Залеский, Шуя. С настъплението на съветските войски дивизиите, влизащи в Резервната армия, са изпратени в състава на действащата армия.
През февруари 1942 г. Тюленев получава назначение на длъжността заместник-командващ Югозападното направление, а след няколко дни е назначен за командир на Закавказкия фронт, чийто щаб се намира в Тбилиси. При пристигането си на място той се заема с реформирането на отбранителните рубежи. Отчитайки, че преди това не е разглеждана възможността за нахлуване от Турция, а също и очевидната слабост на рубежа на река Сулак, Тюленев настоява за създаването на отбранителна линия в района на река Терек и Грозни и за усилване на защитата на Главния кавказки хребет.
По-късно събитията от лятото на 1942 г. потвърждават верността на решението му – отбраната, издигната под ръководството на Тюленев, устоява. В битката за Кавказ сраженията се водят на Кубан, край Новоросийск, на Главния кавказки хребет. Въпреки че егерите от дивизия „Еделвайс“ успяват да издигнат нацисткия флаг на Елбрус, германските войски не успяват да изпълнят поставената им задача да осъществят пробив към нефтените кладенци край Махачкала и Баку.
След войната Тюленев командва войските на Харковския военен окръг. През 1947 г. е назначен за генерален инспектор на кавалерията към Главната инспекция на Сухопътните войски. От февруари 1947 до юни 1948 г. е на длъжността заместник-командващ кавалерията на главнокомандващия на сухопътните сили. От юни 1948 г. е председател на стрелково-тактическия комитет, а от май 1953 г. – на стрелково-тактическия комитет на Главното управление на Сухопътните войски. През март 1955 г. Тюленев е назначен на длъжността началник на Управлението по полувоенно обучение. От май 1958 г. е в групата генерални инспектори към Министерството на отбраната на СССР.
На 21 февруари 1978 г. с указ на Президиума на Върховния съвет на СССР на Иван Тюленев е присвоено званието герой на Съветския съюз за:
| „ | умело ръководство на войските, лично мъжество и храброст, проявена в борбата с немско-фашистките агресори в годините на Великата отечествена война, голям принос в подготовката и повишаването на бойната готовност на войските в следвоенния период и във връзка с 60-годишнината на Съветската армия и Военноморски флот. | “ |

Иван Владимирович Тюленев умира на 15 август 1978 г. Погребан е в Новодевичето гробище в Москва.

## Награди
На Руската империя:
- Георгиевски медал – IV степен (3 август 1915 г.)
- Георгиевски кръст – III степен (10 ноември 1915 г.)
- Георгиевски кръст – II степен (26 юни 1916 г.)
- Георгиевски кръст – IV степен (9 юли 1916 г.)
- Георгиевски кръст – I степен (5 февруари 1917 г.)

На СССР:
- Герой на Съветския съюз – медал „Златна звезда“ №11295
- 4 ордена „Ленин“ – 1941, 1945, 1962 и 1978 г.
- орден „Октомврийска революция“ – 1972 г.
- 5 ордена „Червено знаме“ – 1921, 1921, 1930, 1944 и 1947 г.
- орден „Кутузов“ – I степен (28 януари 1943 г.)
- орден „За служба на Родината във Въоръжените сили на СССР“ – 1975 г.
- други съветски медали
- почетно оръжие със златно изображение на държавния герб на СССР

Чуждестранни:
- медали на Монголската народна република, Етиопия, Белгия, КНР, ГДР, ЧССР, Италия

На негово име са наименувани булевард в Уляновск и улица в Москва.

## Съчинения
- „Боевая слава советской кавалерии“. Москва. 1949 г.
- „Крах операции „Эдельвейс““. Орджоникидзе. 1975 г.
- „Организация и методика подготовки эскадрона“. Москва. 1938 г.
- „Первая конная в боях за социалистическую Родину“. Москва. 1938 г.
- „Советская кавалерия в боях за Родину“. Москва. 1957 г.
- „Через три войны“. Москва. Воениздат. 1972 г., Издателство „Центрполиграф“. 2007 г. ISBN 978-5-9524-2904-4